# Kevin (Montana)
Kevin é uma cidade  localizada no estado americano de Montana, no Condado de Toole.

## Demografia
Segundo o censo americano de 2000, a sua população era de 178 habitantes.
Em 2006, foi estimada uma população de 144, um decréscimo de 34 (-19.1%).

## Geografia
De acordo com o United States Census Bureau tem uma área de
1,0 km², dos quais 0,9 km² cobertos por terra e 0,1 km² cobertos por água.

## Localidades na vizinhança
O diagrama seguinte representa as localidades num raio de 56 km ao redor de Kevin.